# Blue Line (lední hokej)
Blue Line byla legendární útočná formace českých ledních hokejistů původně pocházející z týmu HC Kladno, jimiž členy původně byli Martin Procházka, Pavel Patera a Otakar Vejvoda. Svůj název získala podle modrých kladenských dresů a sady tréninkových dresů, kterou vyfasovali v národním týmu. Jejich herní styl byl především hokej s velkou dávkou kombinací a improvizací.

## Historie
Blue Line byla poprvé vytvořena v týmu HC Kladno, v sezóně 1993/1994 české hokejové extraligy. V sezóně 1994/1995 se Kladno umístilo v základní části na 2. místě a v play-off na 3. místě. Trio bylo poté nominováno na MS 1995, ale bylo za svůj výkon dost kritizováno. Další nominaci hráči dostali na MS 1996, kde tato trojice rozhodovala nejdůležitější zápasy na turnaji a díky tomu Česko získalo na tomto šampionátu titul mistra světa. Hráči spolu hráli i na Světovém poháru 1996, kde tým skončil v základní skupině na posledním místě. V sezóně 1996/1997 hrálo trio hráčů za tým AIK Ishockey v nejvyšší švédské hokejové lize. Poté kvůli zdravotním problémům vypadl ze sestavy Otakar Vejvoda. Zbylá dvojice hrála dál spolu s dalšími spoluhráči na pozici a podílela se na zisku bronzu z MS 1997, zlaté medaile ze ZOH 1998, bronzu z MS 1998 a zisku tří titulů mistrů světa z MS 1999, MS 2000 a MS 2001 (tzv. „zlatého hattricku“). V sezóně 1998/1999 české hokejové extraligy získali Patera a Procházka spolu s týmem HC Slovnaft Vsetín titul. Posledním šampionátem zbylé dvojice bylo MS 2002, kde Česko skončilo na 5. místě.